# Shantae and the Pirate’s Curse
Shantae and the Pirate’s Curse ist ein 2014 erschienenes Jump ’n’ Run des amerikanischen Entwicklerstudios WayForward für den Nintendo 3DS. Es ist das dritte Shantae-Spiel und der Nachfolger zu Shantae: Risky’s Revenge. 2016 erschien der Nachfolger Shantae: Half-Genie Hero.

## Handlung
Die Halbgeistin Shantae muss sich mit der Piratin Risky verbünden, um Sequin Land zu retten. Als Piratin verkleidet, bekommt Shantae neue Ausrüstung. Damit sie ihre Kräfte wiederlangt, muss sie den Pirate Master besiegen.

## Spielprinzip
Wie seine Vorgänger spielt der Spieler Shantae. Nachdem Shantae im vorherigen Spiel ihre Dschinnkräfte verloren hat, nutzt sie nun verschiedene Piratengegenstände, die der Spieler im Laufe des Spiels erhält. Dazu gehören eine Pistole, mit der Feinde und Schalter aus der Ferne erschossen werden können, ein Hut, mit dem man durch die Luft gleiten und auf Windböen reiten kann, ein Krummsäbel, der mit einem Abwärtsstoß Blöcke brechen kann, ein Stiefel, mit denen Shantae hineinschickt  ein Ladeschlag, der bestimmte Wände durchbrechen kann und eine Kanone, mit der zusätzliche Sprünge in der Luft ausgeführt werden können. Der Spieler kann auch verschiedene Gegenstände verwenden, wie z. B. schädliche Hechtbälle oder gesundheitswiederherstellende Tränke. Diese Gegenstände als Upgrades für Shantaes Haarangriff. Die Piratengegenstände können mit Edelsteinen gekauft werden.

## Rezeption
Wie seine Vorgänger wurde Shantae and the Pirate’s Curse laut Metacritic mit „positiven Kritiken“ bewertet. Die 3DS-Version erhielt 82 von 100 und die Wii-U-Version 85 von 100 Punkten. Hardcore Gamer bewertete das Spiel mit 4,5 von 5 Punkten und sagte: „Shantae and the Pirate’s Curse ist ein weiterer beispielhafter Eintrag in einer kurzen, aber langlebigen Reihe. Das Gameplay macht Spaß, ist abwechslungsreich und herausfordernd. Es wird die Fähigkeiten selbst der eingefleischtesten Plattform-Fans auf die Probe stellen.“ Pocket Gamer lobte die Grafik und den Soundtrack.